# Kalendarium służby ORP Orzeł (1938)

## Przebieg służbyORP Orzeł

### 1936
- 29 stycznia zawarcie kontraktu na budowę dwóch okrętów podwodnych.
- 27 maja początek trasowania blach.
- 14 sierpnia położenie stępki okrętu na pochylni w stoczni N.V. Koninklijke Maatschapij „De Schelde” we Vlissingen.
- listopad założenie pierwszej grodzi wodoszczelnej.

### 1937
- 30 marca ukończono zakładanie wręg okrętu.
- 14 maja zakończono kładzenie poszycia okrętu.
- 15 lipca kadłub okrętu przesunięto 15 metrów w bok na sąsiednią pochylnię.
- 29 lipca cały kadłub przesunięto 70 metrów w przód pochylni.
- 29 października – 2 listopada montaż silników elektrycznych okrętu.

### 1938
- 15 stycznia uroczyste wodowanie okrętu, matką chrzestną okrętu została Jadwiga Sosnkowska. Podczas ceremonii wodowania okręt otrzymał nazwę „Orzeł”.
- luty-czerwiec prace wyposażeniowe na okręcie, montaż urządzeń okrętowych, instalacja baterii akumulatorów i uzbrojenia. Dowódcą okrętu mianowany został kmdr. ppor. Henryk Kłoczkowski.
- 3 maja – 2 czerwca montaż silników napędu głównego.
- 25 czerwca – 18 lipca pierwsze dokowanie okrętu.
- 27–28 lipca próba silników Diesla na uwięzi.
- 12–15 sierpnia dalsze próby silników na okręcie w basenie portowym.
- 23 sierpnia pierwsze próby okrętu w delcie Skaldy, dowódcą okrętu na czas prób został kpt. van Dongen z marynarki holenderskiej. W drodze powrotnej w basenie stoczniowym „Orzeł” uderzył dziobem w ruchomy pomost.
- 30 września – 14 października dokowanie okrętu.
- 21 października – 1 listopada „Orzeł” przeszedł próby torpedowe w Den Helder.
- 12 listopada wyjście okrętu do bazy w Horten.
- 14 listopada – 30 listopada próby okrętu na wodach norweskich w Oslofiordzie; między innymi pomiary szybkości na mili pomiarowej i próby zanurzenia na głębokość 80 m.
- 2 grudnia powrót okrętu do stoczni.
- 22 grudnia wydokowanie okrętu

### 1939
- 20 stycznia okręt opuścił dok.
- 26 stycznia pomyślne zakończenie komisyjnych prób okrętu decydujących o jego przejęciu.
- 2 lutego uroczyste przekazanie okrętu stronie polskiej i podniesienie bandery.
- 5 lutego „Orzeł” opuścił Vlissingen i udał się do Gdyni.
- 7 lutego przybycie okrętu do Gdyni.
- 10 lutego uroczyste powitanie okrętu w Gdyni, przez przedstawicieli władz. Dokonano uroczystego odsłonięcia tablicy zamontowanej na kiosku okrętu informującej że okręt wybudowano ze składek Funduszu Obrony Morskiej.
- marzec-lipiec szkolenia i ćwiczenia załogi w osiągnięciu zdolności bojowej okrętu, 1 czerwca zastępcą dowódcy został kpt. mar. J. Grudziński, a 17 lipca „Orzeł” został okrętem flagowym dowódcy dywizjonu.
- 24 sierpnia mobilizacja alarmowa dywizjonu okr. podw., dokonano przeglądu mechanizmów, zatankowano paliwo, pobrano prowiant. „Orzeł” posiadał 12 torped w wyrzutniach i osiem zapasowych, a także 125 pocisków do dział 105 mm i 1200 sztuk do działka 40 mm. Dowódca „Orła” otrzymał też 9000 $ w złocie oraz banknotach polskich.
- 1 września na skutek braku pełnej obsady załogi, której dowódca okrętu zezwolił na zejście na ląd, „Orzeł” opuścił port w Gdyni dopiero po godz. 07.00 i udał się w położeniu nawodnym w rejon swojego sektora, który znajdował się na Zatoce Gdańskiej. Odebranie dwóch radiogramów, pierwszy nakazywał przebywanie okrętom w zanurzeniu, a drugi nakazywał otworzenie koperty X i przystąpienie do akcji 'Worek'. Przybył tam dopiero o godz. 14.00. Płynąc na głębokości peryskopowej okręt został wykryty i zaatakowany bombami głębinowymi nieprzyjaciela.
- 2 września okręt nadal przebywał w swoim rejonie, około godz.19.50 podczas ładowania akumulatorów „Orzeł” zauważył w pobliżu Jastarni polskie motorówki i kutry rybackie. Po nawiązaniu kontaktu z motorówką „M-9” dowiedziano się o stratach jakie poniósł stawiacz min ORP Gryf i trałowce.
- 3 września po naładowaniu baterii okręt zanurzył się i przebywał pod wodą 16 godzin. Przez peryskop zauważono dwa niemieckie niszczyciele typu Leberecht Maass. O godz. 22.00 „Orzeł” spotkał się w położeniu nawodnym z drugim okrętem podwodnym ORP Wilk (1931).
- 4 września o godz. 03.50 okręt zanurzył się i dalej patrolował rejon Zatoki Gdańskiej. Około godz. 08.00 dowódca „Orła” zdecydował się na samowolne opuszczenie sektora i skierował się na północ w kierunku Gotlandii. W trakcie przejścia okręt był kilkakrotnie bombardowany przez niemieckie samoloty pomiędzy godziną 15:15 a 16:20.
- 5 września ponowne ataki samolotów Luftwaffe na „Orła”.
- 6 września przybycie okrętu w rejon Gotlandii.
- 7 września „Orzeł” nawiązał łączność radiową z Sępem informując go, że idzie w kierunku północnym. W trakcie przejścia okręt wpłynął w pole minowe, które szczęśliwie przeszedł.
- 8 września pogorszenie się stanu zdrowia dowódcy okrętu.
- 10 września „Orzeł” nadał meldunek do dowódcy dywizjonu o chorobie kapitana, która uniemożliwia mu dowodzenie okrętem. W odpowiedzi dowództwo floty poleca wysadzić kapitana w neutralnym porcie i działać pod rozkazami jego zastępcy lub podejść na Hel celem zamiany dowódcy. Po naradzie, dowódca kmdr. ppor. H. Kłoczkowski zdecydował się zawinąć do Tallinna.
- 14 września około godz. 21.30 „Orzeł” wpływa na redę Tallinna koło półwyspu Paljassar.
- 15 września po zgodzie władz estońskich okręt wchodzi do portu. Po zacumowaniu kapitan wraz z ppor. mar. M. Mokrskim udają się z wizytą do dowódcy floty estońskiej, gdzie w obecności polskiego attaché ppłk S. Szczekowskiego wyjaśniono przyczyny wpłynięcia do portu. Władze estońskie zgodziły się na 24-godzinny pobyt polskiego okrętu, informując że wyjście może nastąpić w 24 godziny po opuszczeniu portu przez niemiecki statek „Thalatta”, który akurat znajdował się w Tallinnie. Po wizycie dowódca okrętu odwieziony został do szpitala. Na „Orła” przybył oficer estoński i poinformował zastępcę dowódcy, kpt. mar. Jana Grudzińskiego, o warunkach pozostania w porcie. Znaczna część załogi zeszła na ląd do łaźni, gdzie dokonano przeglądu medycznego. Do szpitala zabrany został również mat. M. Barwiński. Z okrętu zdemontowano sprężarkę i odesłano na ląd celem naprawy. Wkrótce potem obok „Orła” usadowiła się estońska kanonierka „Laine”. W godzinach popołudniowych na okręt ponownie przybył oficer estoński z oddziałem marynarzy i poinformował kpt. mar. J. Grudzińskiego, że okręt zostaje internowany. Dowódca w eskorcie oficera estońskiego udał się do polskiego poselstwa w Tallinnie. Nakazano zachować spokój, a także zniszczyć tajne dokumenty. Kpt. mar. J. Grudziński zaczął pełnić obowiązki dowódcy „Orła” Po powrocie na okręt, z-ca d-cy por. mar. A. Piasecki zniszczył tajne dokumenty. „Orzeł” został przeholowany w głąb portu. Z okrętu zabrano mapy, dziennik nawigacyjny oraz broń ręczną. Zaplombowano radiostację.
- 16 września Estończycy zabrali z okrętu część torped i zamek do działa 105 mm oraz amunicję.
- 17 września dalsze rozbrajanie okrętu, głównie torped, których zabrano z okrętu czternaście sztuk z dwudziestu jakie okręt posiadał.
- 18 września o godz. 03.00 załoga okrętu obezwładnia dwóch marynarzy estońskich, przecina kable telefoniczne i elektryczne oraz cumy i „Orzeł” rozpoczyna manewr wyjścia z zaciemnionego portu. W czasie tych manewrów okręt wchodzi dziobem w ostrogę falochronu i zostaje czasowo unieruchomiony. Po oświetleniu okrętu Estończycy otwierają ogień z karabinów maszynowych i dział artylerii nadbrzeżnej. W tym czasie „Orzeł” uwalnia się z ostrogi i rusza ku wyjściu z portu. Podjęty pościg okrętów estońskich nie przynosi rezultatu, gdyż „Orzeł” po wyjściu zanurza się i kieruje się na Wyspy Alandzkie. Dowódca okrętu powiadamia Hel otwartym tekstem o ucieczce i braku szyfru i map.
- 19 września „Orzeł” odbiera komunikat radiowy z Londynu o swojej ucieczce i oskarżeniu załogi przez propagandę niemiecką o zamordowaniu dwóch estońskich wartowników. Na okręcie, nawigator ppor. Mokrski na podstawie starego spisu latarń sporządził dwie prowizoryczne mapy Bałtyku i Cieśnin Duńskich.
- 21 września okręt przybył w pobliże Gotlandii, gdzie na ląd wysadzono dwóch estońskich marynarzy.
- 30 września po 9 dniach patrolowania akwenu Gotlandii „Orzeł” kieruje się w rejon wyspy Öland.
- 1–6 października okręt przebywa w rejonie wyspy, podczas próby storpedowania niemieckiego statku „Orzeł” wchodzi na mieliznę. Podczas schodzenia z niej zostaje zaatakowany przez niemiecki wodnosamolot.
- 7 października dowódca kpt. mar. J. Grudziński podejmuje decyzję o sforsowaniu cieśnin duńskich i przejścia do Anglii. W nocy „Orzeł” dotarł w rejon Trelleborga, gdzie zanurzył się zauważywszy patrolujące cieśninę okręty szwedzkie i niemieckie.
- 8 października Po stwierdzeniu, że horyzont jest pusty „Orzeł” wynurzył się i naładował akumulatory. O świcie okręt zanurzył się i przeleżał na dnie do zmierzchu. Po wynurzeniu dowódca skierował okręt w kierunku przylądka Falsterbov. Następnie skierował się na środkową odnogę Sundu do kanału Drogden, tam ponownie napotkał patrolujące okręty szwedzkie i niemieckie. O godz. 22.20 „Orzeł” zbliżył się do wysepki Saltholm i po minięciu jej o godz. 22.43 znalazł się na trawersie Kopenhagi. O północy będąc na wysokości Landskrony okręt zanurzył się. Cieśnina Sund

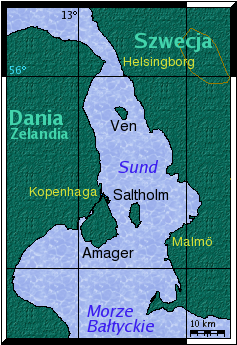
Cieśnina Sund

- 9 października O godz. 20.30 „Orzeł” wynurzył się i skierował się w kierunku wyspy Ven. Pół godziny później okręt minął Helsingør i Helsingborg.
- 10 października „Orzeł” wpłynął na wody Kattegatu i zanurzył się.
- 11 października Tuż po północy okręt wynurzył się i wszedł na wody Skagerraku i pozostawał tam całą dobę szukając celu dla swych torped.
- 12 października „Orzeł” skierował się w kierunku Anglii.
- 14 października o godz. 06.00 z okrętu nadano sygnał rozpoznawczy i przypuszczalną pozycję. Pięć godzin później w odległości 30 Mm od Isle of May „Orzeł” spotkał się z brytyjskim niszczycielem „Valorous”, który doprowadził go do portu w Rosyth.
- 16 października „Orzeł” przybył do Dundee, gdzie znajdował się w remoncie drugi polski okręt podwodny „Wilk”.
- 16 listopada wizyta gen. Sikorskiego i kontradmirała Świrskiego w Dundee, odznaczenie części załogi ORP „Orzeł”.
- 1 grudnia koniec remontu na okręcie i przejście do Rosyth, tam okręt wcielony został w skład Drugiej Flotylli Okrętów i otrzymał rozpoznawczy znak taktyczny 85-A. W skład załogi wszedł brytyjski oficer łącznikowy i dwóch podoficerów.
- 8 grudnia ujawnienie przez władze brytyjskie faktu przebywania w Wlk. Brytanii polskich okrętów podwodnych „Wilk” i „Orzeł”.
- 9 grudnia wyjście okrętu z bazy w eskorcie brytyjskiego konwoju.
- 10 grudnia przyznanie kpt. mar. J. Grudzińskiemu, dowódcy „Orła”, przez króla Jerzego VI odznaczenia Distinguished Service Order. Następnie do dnia 20 grudnia „Orzeł” eskortował dwa konwoje na wodach brytyjskich.
- 29 grudnia „Orzeł” bierze udział w eskorcie konwoju z Lerwick na Szetlandach do Bergen.

### 1940
- 4 stycznia „Orzeł” wraz z innymi okrętami eskorty przeprowadził konwój z Bergen do Firth of Forth.
- 18 stycznia po przystosowaniu na okręcie wyrzutni torped do kalibru 533 mm „Orzeł” wyszedł na swój pierwszy 16-dniowy patrol w rejon Skagerraku.
- luty „Orzeł” udał się w swój drugi patrol u wybrzeży Norwegii.
- 26 lutego wizyta w Rosyth króla Jerzego VI oraz spotkanie i rozmowa z kpt. mar. J. Grudzińskim.
- marzec okręt odbył dwa patrole w rejonie wybrzeży Norwegii i Holandii.
- 3 kwietnia „Orzeł” wyszedł na swój piąty patrol w rejon wybrzeży Norwegii.
- 4–5 kwietnia okręt podążył na powierzchni w wyznaczony sektor.
- 6 kwietnia „Orzeł” zanurzył się w godzinach rannych i przebywał w zanurzeniu do wieczora. Po wynurzeniu kontynuował rejs do wyznaczonej pozycji.
- 7 kwietnia dotarcie w rejon sektora.
- 8 kwietnia około godz. 11.00 w rejonie Lillesand zauważono statek kierujący się ku wybrzeżom Norwegii, po zbliżeniu się odczytano nazwę statku Rio de Janerio i niewyraźnie zamalowany port macierzysty Hamburg, statek nie miał bandery. Po wynurzeniu nadano sygnał nakazujący zatrzymanie maszyn i przybycie kapitana z dokumentami, jednak niemiecki statek zwiększył prędkość kierując się ku brzegom norweskim. W tej sytuacji „Orzeł” ruszył w pogoń i oddał dwie serie ostrzegawcze z karabinu maszynowego. Statek zatrzymał się, nadając jednocześnie przez radio sygnały wzywające pomoc. Dowódca „Orła” nakazał opuścić statek w ciągu 5 minut, gdyż przystępuje do odpalenia torpedy. Sygnał ten niemiecki dowódca zignorował. W związku z czym odpalono torpedę, która o godz.12.05 trafiła w prawą burtę statku. Po ataku na pokładzie statku pojawili się żołnierze, którzy zaczęli opuszczać statek. Chwilę później od strony brzegu zauważono dwie małe jednostki i samoloty. „Orzeł” zanurzył się odpalając drugą torpedę. Była ona celna i trzy minuty po trafieniu o godz. 13.18 statek zatonął. Po ataku, kpt. Grudziński powiadomił admiralicję o ataku, następnie okręt oddalił się kontrolując dalej swój sektor. O godz.16.00 „Orzeł” wrócił w rejon zatopienia „Rio de Janeiro”. Po godz.22.00 „Orzeł” wynurzył się i rozpoczął ładowanie akumulatorów, a o godz. 23.00 załoga wysłuchała angielski komunikat radiowy informujący o zatopieniu „Rio de Janeiro” .
- 9 kwietnia okręt napotkał w swym sektorze trzy niemieckie trałowce.
- 10 kwietnia rano z okrętu ponownie zauważono niemieckie trałowce, na które zdecydowano się przeprowadzić atak torpedowy. Po wystrzeleniu torped, „Orzeł” został zaatakowany bombami głębinowymi z samolotu i musiał się zanurzyć. Wieczorem okręt wyszedł na głębokość peryskopową i wtedy zauważono tylko dwa trałowce.
- 11 kwietnia „Orzeł” zauważył konwój składający się z dużego statku ochranianego przez okręty wojenne. Zanim okręt przystąpił do ataku został zlokalizowany przez samolot nieprzyjaciela i obrzucony bombami. Tropienie okrętu trwało kilka godzin. Wieczorem „Orzeł” wynurzył się na głębokość peryskopową i wtedy stwierdzono, że prąd morski zniósł okręt do fiordu, gdzie też schronił się nieprzyjacielski statek. W nocy okręt wynurzył się i rozpoczął ładowanie akumulatorów.
- 12 kwietnia Po północy okręt został zauważony przez niemieckie okręty, które rozpoczęły kilkunastogodzinne poszukiwania, w czasie których zrzucono kilkadziesiąt bomb głębinowych. Uciekając przed nimi „Orzeł” zanurzył się na głębokość 91 metrów. Pod wieczór okręt wzniósł się na głębokość peryskopową i po stwierdzeniu braku nieprzyjacielskich okrętów wynurzył się.
- 13 kwietnia w południe okręt niespodziewanie zostaje zaskoczony przez nieprzyjacielski samolot, tak że na zanurzenie się jest za późno. „Orzeł” otworzył ogień z broni pokładowej. Samolot oddalił się i okręt mógł zanurzyć się. Wieczorem dostrzeżono trzy niemieckie ścigacze. W tym dniu okręt przebywał łącznie 20 godzin w zanurzeniu.
- 14 kwietnia okręt zostaje ponownie wykryty i obrzucany bombami głębinowymi. Podczas unikania bomb „Orzeł” zanurzył się na głębokość 96 m.
- 15 kwietnia ponowne ataki na okręt, w dniach 10–15 kwietnia okręty i samoloty niemieckie rzuciły łącznie 111 bomb głębinowych i lotniczych.
- 16 kwietnia okręt obrał kurs powrotny do bazy.
- 18 kwietnia „Orzeł” zacumował w Rosyth.
- 28 kwietnia – 11 maja kolejny patrol okrętu na Morze Północne.
- 12–22 maja postój okrętu w Rosyth, podczas którego zamontowano zamki do działa, nadesłane z fabryki Boforsa.
- 23 maja tuż przed północą okręt wyszedł z Rosyth na patrol w rejon na zachód od wylotu Skagerraku.
- 1 czerwca przekazanie z bazy drogą radiową na „Orła” sygnału nakazującego zajęcie sektora sąsiedniego. Załoga okrętu nie potwierdziła odbioru sygnału.
- 2 czerwca kolejne przekazanie z bazy drogą radiową na „Orła” sygnału nakazującego zajęcie sektora sąsiedniego. Załoga okrętu nie potwierdziła odbioru sygnału.
- 5 czerwca nadanie z bazy radiowego rozkazu o powrocie do bazy w dniu 8 czerwca, rozkaz ten nie został potwierdzony przez „Orła”.
- 8 czerwca ponieważ „Orzeł” nie powrócił z patrolu a na nadany radiowy sygnał podania aktualnej pozycji nie było odpowiedzi, został on oficjalnie uznany za zaginiony.
- 11 czerwca Kierownictwo Marynarki Wojennej RP wydało komunikat następującej treści: Z powodu braku jakichkolwiek wiadomości i nie powrócenia z patrolu w określonym terminie okręt podwodny Rzeczypospolitej Polskiej „Orzeł” uważać należy za stracony.